# جردن رومرو
جردن دیوید رومرو (به انگلیسی: Jordan David Romero) (زادهٔ ۱۲ ژوئیه ۱۹۹۶)؛ کوهنورد و نویسنده نوجوان اهل آمریکا است. او از ۱۰ سالگی فتح قلل مرتفع جهان را با فتح قلهٔ کلیمانجارو در آفریقا آغاز کرد و در ۲۲ مه ۲۰۱۰ زمانی که ۱۳ سال داشت، کوه اورست را فتح کرد. در ۲۴ دسامبر ۲۰۱۱ قلهٔ وینسون در قطب جنوب را فتح کرد. و به جوان‌ترین فردی تبدیل شد که توانسته به تمامی قلل مرتفع هفت قاره جهان گام بگذارد.
جردن رومرو پس از فتح قلهٔ اورست کتاب پسری که اورست را فتح کرد: داستان جردن رومرو (به انگلیسی: The Boy Who Conquered Everest: The Jordan Romero Story) را نوشت و منتشر کرد.

## قله‌های فتح کرده
| هفت قله‌ای که رومرو به آن‌ها صعود کرد | هفت قله‌ای که رومرو به آن‌ها صعود کرد | هفت قله‌ای که رومرو به آن‌ها صعود کرد | هفت قله‌ای که رومرو به آن‌ها صعود کرد | هفت قله‌ای که رومرو به آن‌ها صعود کرد | هفت قله‌ای که رومرو به آن‌ها صعود کرد |
| سال                                 | قله                                 | کشور                                | قاره                                | ارتفاع (فوت)                        | ارتفاع (متر)                        |
| ----------------------------------- | ----------------------------------- | ----------------------------------- | ----------------------------------- | ----------------------------------- | ----------------------------------- |
| آوریل ۲۰۰۶                          | کلیمانجارو                          | تانزانیا                            | آفریقا                              | ۱۹٬۳۴۰                              | ۵٬۸۹۲                               |
| ژوئیه ۲۰۰۷                          | البروس                              | روسیه                               | اروپا                               | ۱۸٬۵۱۰                              | ۵٬۶۴۲                               |
| دسامبر ۲۰۰۷                         | آکونکاگوا                           | آرژانتین                            | آمریکای جنوبی                       | ۲۲٬۸۴۱                              | ۶٬۹۶۲                               |
| ژوئن ۲۰۰۸                           | مک کینلی                            | آمریکا                              | آمریکای شمالی                       | ۲۰٬۳۲۰                              | ۶٬۱۹۴                               |
| سپتامبر ۲۰۰۹                        | Mount Carstensz Pyramid             | اندونزی                             | استرالیا/اقیانوسیه                  | ۱۶٬۰۲۴                              | ۴٬۸۸۴                               |
| مه ۲۰۱۰                             | کوه اورست                           | نپال، چین                           | آسیا                                | ۲۹٬۰۲۹                              | ۸٬۸۴۸                               |
| دسامبر ۲۰۱۱                         | قله وینسون                          | قطب جنوب                            | قطب جنوب                            | ۱۶،۰۵۰                              | ۴٬۸۹۲                               |